# Fritz Drescher
Fritz Drescher (* 30. März 1904 in Dresden; † 6. September 1982 in Bad Münder) war ein deutscher Politiker (SPD/SED).

## Leben
Drescher trat 1921 in die SPD ein. In der Zeit des Nationalsozialismus wurde er zunächst zu sieben Monaten Gefängnis (1933) und später zu sieben Jahren Zuchthaus (1936) verurteilt. Er war von 1945 bis 1946 2. Vizepräsident des Bezirks Merseburg der Provinz Sachsen und danach im Ministerium für Land- und Forstwirtschaft Sachsen-Anhalt tätig. Nachdem ihm Kontakte zum Ostbüro der SPD vorgeworfen wurden, erfolgte 1948 seine Verhaftung durch den NKWD und 1949 die Verurteilung zu 25 Jahren Zwangsarbeit wegen „Förderung einer sozialdemokratischen Untergrundbewegung“ durch ein sowjetisches Militärgericht. Nach der Deportation nach Workuta wurde er nach dem Besuch Konrad Adenauers in Moskau 1955 amnestiert und siedelte in die Bundesrepublik Deutschland über. Hier war er anschließend für den DGB in Düsseldorf tätig.
Die Hauptmilitärstaatsanwaltschaft der Russischen Föderation rehabilitierte Fritz Drescher am 1. März 1999 auf Antrag des SPD-Parteivorstandes als Opfer politischer Repressionen.